# Ghiacciaio Gaussiran
Il ghiacciaio Gaussiran è un ghiacciaio situato nella regione meridionale della Terra di Oates, in Antartide. In particolare il ghiacciaio Alley, il cui punto più alto si trova a circa 1100 m s.l.m., si trova sulla costa di Hillary e ha origine dal versante settentrionale della regione occidentale della dorsale Britannia, da cui fluisce verso nord, a partire da una sella dal cui versante meridionale fluisce invece il ghiacciaio Merrick, scorrendo tra le cascate di ghiaccio Cranfield, a est, e i picchi Nebraska, a ovest, fino a congiungere il proprio flusso con quello del ghiacciaio Darwin.

## Storia
Il ghiacciaio Gaussiran è stato mappato da membri dello United States Geological Survey (USGS) grazie a fotografie aeree scattate dalla marina militare statunitense (USN) nel periodo 1960-62, e così battezzato dal Comitato consultivo dei nomi antartici in onore del tenente C. D. Gaussiran, della USN, pilota del reparto della squadriglia VXE-6 distaccato al campo temporaneo sito sul ghiacciaio Darwin nella stagione 1978-79.